# Albuquerque
Albuquerque é a cidade mais populosa e mais densamente povoada do estado americano do Novo México. Localiza-se no Condado de Bernalillo, do qual é sede.
Com quase 565 mil habitantes, de acordo com o censo nacional de 2020, é a 32ª cidade mais populosa do país. Quase 26,7% da população total do Novo México vive em Albuquerque.
Nela encontram-se importantes instituições, como a Universidade do Novo México (UNM), a Base da Força Aérea de Kirtland e os Laboratórios Nacionais Sandia. Outros importantes marcos da cidade são o Monumento Nacional Petroglyph. as Montanhas Sandia, que encontram-se ao longo da parte leste de Albuquerque, e o Rio Grande, que passa pela cidade cortando-a de norte a sul.

## História
-  Império Espanhol 1706–1821
-  México 1821–1846
-  Estados Unidos 1846–atualmente

A antiga cidade espanhola de Albuquerque foi fundada em 1706. A rua Mais Famosa Tem  o nome Cupertino com a designação de Villa San Francisco de Albuquerque, como uma comunidade de agricultura e posto ao longo do Caminho Real. Albuquerque foi construída na forma típica das cidades coloniais da Espanha, a praça central rodeada por casas, edifícios governamentais e de uma igreja. Esta cidade antiga foi preservada e serve hoje como um museu, centro cultural e comercial local.
Na aldeia governador da província, Dom Francisco Cuervo y Valdes lhe deu o nome de "Albuquerque" em honra ao Duque de Albuquerque, o Vice-Rei da Nova Espanha entre 1702 e 1710.
Em fevereiro de 1862, durante a Guerra Civil, a cidade foi rapidamente ocupada por tropas da Confederação Geral ao abrigo Sibley Henry Hopkins. Mais tarde, durante o seu afastamento do Texas, Sibley fez uma resistência em Albuquerque em 8 de abril 1862.
Quando o ferroviário-Atchison Topeka-Santa Fe chegou em 1880, evitou entrar em zona antiga da cidade. Em vez disso, a estação foi estabelecida alguns quilômetros a leste da praça, um sítio que deram o nome de "Nova Albuquerque" ou "Pueblo Nuevo."
Nova Albuquerque logo se tornou uma cidade próspera que tinha a virada do século, numa população de 8.000 habitantes e todas as conveniências modernas, inclusive um sistema de bondes e a recém-criada Universidade do Novo México. Em 1902 o famoso Alvarado Hotel foi construído ao lado da nova estação ferroviária. O hotel era um símbolo da cidade, até que foi demolido em 1970 e substituído por um parque de estacionamento. Em 2002 um novo mecanismo de trânsito, Alvarado Transportation Center, foi construído no local, de forma semelhante ao velho hotel.
A Estrada 66, uma importante rodovia entre Chicago e Santa Mônica, Califórnia, veio para Albuquerque em 1926 e os primeiros passageiros apareceram na cidade pouco depois. Brevemente foram construídas muitas residenciais, motéis, restaurantes e lojas ao longo da Fourth Street, o curso que teve a estrada ao atravessar a cidade. Em 1937 a estrada foi reordenada ao longo da Avenida Central.
Após a implantação da base aérea e dos laboratórios nacionais, em 1939 e 1949, respectivamente, Albuquerque teve grande importância. Entretanto, a cidade continuou a espalhar-se para o leste, e alcançou uma população de 200.000 em 1960.

## Geografia
De acordo com o Departamento do Censo dos Estados Unidos, a cidade tem uma área de 489,4 km², dos quais 485 km² estão cobertos por terra e 4,3 km² (0,9%) por água.

### Clima
Em Albuquerque o clima é geralmente seco e ensolarado, com baixa umidade relativa. O sol brilhante define a região, com média de mais de 300 dias ensolarados por ano; períodos de variável entre médio e alto nível de nebulosidade acontece algumas vezes. Nebulosidade prolongada é rara. A cidade tem quatro estações definidas, mas o calor e o frio são suaves em comparação com os extremos que ocorrem em outras partes do país.
Elevações de temperatura no verão durante o dia, as maximas podem variar entre 26 °C e a 32 °C, a noite podendo variar entre 15° e 21 °C, nos vales e encostas mais altas são muitas vezes um pouco mais fresco do que na cidade.
Os invernos são bastante breves, mas definitivamente frios; elevações do dia variam de 4 °C a 10 °C, embora a queda durante a noite é brusca, podendo chegar a -6 °C. A queda de neve é rara, associada a áreas de baixa pressão, frentes e depressões, muitas vezes a neve que caiu derrete na mesma tarde, a principal forma de precipitação é a chuva, que vai de fraca a moderada, geralmente curta. 

## Demografia
Desde 1900, o crescimento populacional médio, a cada dez anos, é de 51,6%.

### Censo 2020
De acordo com o censo nacional de 2020, a sua população é de 564 559 habitantes e sua densidade populacional é de 1 164 hab/km². Seu crescimento populacional na última década foi de 3,4%, acima do crescimento estadual de 2,8%. É a cidade mais populosa do estado e a 32ª mais populosa do país.
Possui 254 635 residências que resulta em uma densidade de 525 residências/km² e um aumento de 6,5% em relação ao censo anterior. Deste total, 6,6% das unidades habitacionais estão desocupadas. A média de ocupação é de 2,4 pessoas por residência.

### Censo 2010
Segundo o censo nacional de 2010, sua população é de 545 852 habitantes, tendo mais de 907 mil pessoas na sua zona metropolitana. A cidade possui 239 166 residências, que resulta em uma densidade de 491,9 residências/km². Sua área metropolitana inclui a cidade de Rio Rancho, que é uma das que mais crescem nos Estados Unidos.

## Marcos históricos
O Registro Nacional de Lugares Históricos lista 147 marcos históricos em Albuquerque. O primeiro marco foi designado em 1 de outubro de 1969 e o mais recente em 4 de novembro de 2020. Existe apenas um Marco Histórico Nacional na cidade, a Ernie Pyle House, designada em 20 de setembro de 2006.

## Cultura
Marvel Studios' filmou Os Vingadores (2012) nos estúdios de Albuquerque.
Albuquerque é cenário das séries In Plain Sight e Breaking Bad
As séries Breaking Bad e Better Call Saul também foram filmadas em Albuquerque.
A trilogia da Disney High School Musical também foi filmada em Albuquerque e faz referências à comunidade da cidade.
A novela brasileira Bang Bang (telenovela), planejada no estilo Velho Oeste, teve sua história ambientada numa antiga Albuquerque. A cidade de Santa Fé também fora mencionada.